# Lutz Wadehn
Lutz Wadehn, né le 28 février 1961, à Bremerhaven, en Allemagne de l'Ouest, est un ancien joueur allemand de basket-ball. Il évolue durant sa carrière au poste d'ailier.

## Palmarès
- Coupe d'Allemagne 1987